# Santec
Santec (en bretó Santeg) és un municipi francès, situat a la regió de Bretanya, al departament de Finisterre. L'any 2006 tenia 2.266 habitants. El consell municipal ha aprovat la carta Ya d'ar brezhoneg.

## Demografia
| 1962                                       | 1968  | 1975  | 1982  | 1990  | 1999  |
| ------------------------------------------ | ----- | ----- | ----- | ----- | ----- |
| 2.053                                      | 2.032 | 2.019 | 2.147 | 2.208 | 2.133 |
| Des de 1962: població sense dobles comptes |       |       |       |       |       |

## Administració
| Període   | Identitat             | Partit |
| --------- | --------------------- | ------ |
| 1985-1995 | Jean Seite            |        |
| 1995-2001 | Jean-Claude Berthevas |        |
| 2001-2008 | Alain Creuse          |        |
| 2008-     | Bernard Le Pors       |        |

## Fills il·lustres
Denez Prigent